# 1653年臺灣
本條目介紹臺灣於1653年所發生的歷史事件，以及該年重要台灣人物的生卒日期。這年是荷蘭東印度公司於臺南開啟荷蘭統治時期的第三十年。

## 政府

臺灣長官：康納利斯·西撒爾

### 成員變動

臺灣長官：尼可拉斯·費爾勃格

## 大事記
- 11月6、7日：臺灣北部出現大量蝗蟲，後來因北方來的強烈風暴帶來大雨才使蝗蟲消失[1]。